# 第48回ヴェネツィア国際映画祭
第48回ヴェネツィア国際映画祭は、1991年9月3日から9月14日にかけて開催された。

## 上映作品

### コンペティション部門
| 日本語題                     | 原題                          | 監督                       | 製作国          |
| ---------------------------- | ----------------------------- | -------------------------- | --------------- |
|                              | Nuit et jour                  | シャンタル・アケルマン     | ベルギー        |
|                              | L'amore necessario            | ファビオ・カルピ           | イタリア        |
|                              | La plage des enfants perdus   | ファーハット・ジラリ       | モロッコ        |
| ギターはもう聞こえない       | J'entends plus la guitare     | フィリップ・ガレル         | フランス        |
| フィッシャー・キング         | The Fisher King               | テリー・ギリアム           | アメリカ合衆国  |
|                              | Una storia semplice           | エミディオ・グレコ         | イタリア        |
| プロスペローの本             | Prospero's Books              | ピーター・グリーナウェイ   | イギリス        |
| 新ドイツ零年                 | Allemagne 90 neuf zéro        | ジャン＝リュック・ゴダール | フランス ドイツ |
| 彼方へ                       | Cerro Torre: Schrei aus Stein | ヴェルナー・ヘルツォーク   | ドイツ          |
| トゥルー・ストーリー         | یک داستان واقعی               | アボルファズル・ジャリリ   | イラン          |
| エドワードII                 | Edward II                     | デレク・ジャーマン         | イギリス        |
|                              | Gizli yüz                     | オマール・カヴール         | トルコ          |
|                              | Jeszcze tylko ten las         | ヤン・ロムニツキ           | ポーランド      |
| ウルガ                       | Urga                          | ニキータ・ミハルコフ       | ソビエト連邦    |
| ミシシッピー・マサラ         | Mississippi Masala            | ミーラー・ナーイル         | インド          |
| 神曲                         | A Divina Comédia              | マノエル・ド・オリヴェイラ | ポルトガル      |
|                              | Il muro di gomma              | マルコ・リージ             | イタリア        |
|                              | Chatarra                      | フェリクス・ロタエタ       | スペイン        |
|                              | 30 Door Key                   | イエジー・スコリモフスキ   | イギリス        |
| ミーティング・ヴィーナス     | Meeting Venus                 | イシュトヴァン・サボー     | イギリス        |
| マイ・プライベート・アイダホ | My Own Private Idaho          | ガス・ヴァン・サント       | アメリカ合衆国  |
| 紅夢                         | 大紅灯篭高高掛                | チャン・イーモウ           | 中国            |

## 審査員
- ジャン・ルイジ・ロンディ （ イタリア/映画批評家） 審査員長
- シルヴィア・ダミーコ・ベンディコ （ イタリア/プロデューサー）
- ジェームズ・ベルーシ （ アメリカ合衆国/俳優）
- ジョン・ブアマン （ イギリス/映画監督）
- ミシェル・シマン （ フランス/映画批評家）
- モーリッツ・デ・ハデルン （ イギリス/映画祭ディレクター）
- ナウム・クレイマン （ ソビエト連邦/映画批評家）
- オジャ・コーダー （ クロアチア/女優）
- ピラー・ミロ （ スペイン/脚本家）

## 受賞結果
- 金獅子賞：『ウルガ』（ニキータ・ミハルコフ）
- 銀獅子賞：テリー・ギリアム （『フィッシャー・キング』）、チャン・イーモウ （『紅夢』）、フィリップ・ガレル （『ギターはもう聞こえない』）
- 審査員特別大賞：『神曲』（マノエル・ド・オリヴェイラ）
- 男優賞：リヴァー・フェニックス （『マイ・プライベート・アイダホ』）
- 女優賞：ティルダ・スウィントン （『エドワードII』）
- 脚本賞：ミーラー・ナーイル、スーニー・ターラープルワーラー （『ミシシッピー・マサラ』）
- 音楽賞：ギャヴィン・ブライアーズ （『新ドイツ零年』）
- 金オゼッラ賞：『彼方へ』（ヴェルナー・ヘルツォーク）
- 上院議会金メダル：『新ドイツ零年』 （ジャン＝リュック・ゴダール）
- 特別獅子賞：ジャン・マリア・ヴォロンテ